# Krystyna Szafraniec
Krystyna Szafraniec, z domu Budek (ur. 12 marca 1955 w Płocku, zm. 3 września 2022 w Lipnicy) – polska socjolog, profesor nauk humanistycznych, nauczyciel akademicki Uniwersytetu Mikołaja Kopernika w Toruniu, specjalności naukowe: socjologia wsi, socjologia edukacji, socjologia młodzieży, psychologia społeczna.

## Życiorys
Była córką Stanisława i Anieli. Absolwentka Uniwersytetu Mikołaja Kopernika (pedagogika szkolna, 1977), w 1984 na tej uczelni obroniła doktorat (Proces adaptacji osobowości do gwałtownych zmian systemu społecznego, promotor Zbigniew Kwieciński), a w 1995 na podstawie dorobku naukowego oraz rozprawy pt. Młodzież wiejska jako efekt socjalizacji pogranicza. Między lokalizmem a totalizmem uzyskała w Instytucie Filozofii i Socjologii Polskiej Akademii Nauk stopień naukowy doktora habilitowanego nauk humanistycznych w dyscyplinie socjologia w specjalności socjologia wsi. W 2012 prezydent RP nadał jej tytuł profesora nauk humanistycznych.
Była profesorem zwyczajnym w Uniwersytecie Mikołaja Kopernika w Toruniu w Wydziale Humanistycznym w Instytucie Socjologii, w Instytucie Rozwoju Wsi i Rolnictwa Polskiej Akademii Nauk i w Dolnośląskiej Szkole Wyższej we Wrocławiu w Wydziale Nauk Pedagogicznych w Instytucie Pedagogiki.
Zasiadała w Komitecie Socjologii PAN oraz w Komitecie Rozwoju Edukacji Narodowej PAN i pełniła funkcję wiceprzewodniczącej Polskiego Towarzystwa Socjologicznego.
Zmarła w wyniku obrażeń odniesionych 3 września 2022 w wypadku samochodowym, który nastąpił w miejscowości Lipnica w powiecie wąbrzeskim.